# Morderstwo odbędzie się...
Morderstwo odbędzie się... (ang. A Murder is Announced) – powieść Agathy Christie napisana w 1950 roku. Pojawia się w niej panna Jane Marple, detektyw amator. Historia została sfilmowana w 2005 roku w serii Agatha Christie: Miss Marple, gdzie pannę Marple zagrała Geraldine McEwan.

## Bohaterowie
- Panna Marple - detektyw-amator
- Craddock - inspektor policji
- Letycja Blacklock - starsza pani, gospodyni Little Paddocks
- Dora Bunner - przyjaciółka Letycji z dzieciństwa, przebywająca u niej w gościnie
- Julia i Patrick Simmonsowie - siostrzeńcy panny Blacklock
- Mitzi - emigrantka ze Środkowej Europy, niezrównoważona psychicznie kucharka w Little Paddocks
- Philipa Haymes - wdowa wojenna, wynajmująca pokój w Little Paddocks, pracująca w okolicznym sadzie, by zapewnić utrzymanie synkowi
- Pułkownik Easterbrook - starszy wojskowy, który właśnie wrócił z wyprawy do Indii
- Pani Easterbrook - jego młoda żona
- Pani Swettenham - starsza pani, mieszkanka miasteczka
- Edmund Swettenham - jej młody syn
- Panny Hinchcliffe i Murgatroyd - dwie starsze damy, mieszkające razem
- Bunch Harmon - żona lokalnego pastora

## Opis fabuły
W Chipping Cleghorn w lokalnej gazecie pojawia się ogłoszenie zapowiadające, że w najbliższy piątek, o godzinie 18:30, w domu "Little Paddocks" zostanie popełnione morderstwo. Czytelnicy traktują ogłoszenie jako żart. Gazeta dochodzi również do "Little Paddocks", jednak nikt z mieszkańców nie ma pojęcia, o co może chodzić. Mimo wszystko, o umówionej godzinie w domu zjawia się kilkoro mieszkańców miasteczka. Gospodyni, panna Letycja Blacklock zamierza już powiedzieć swoim gościom, że musiała zajść jakaś pomyłka, kiedy nagle gasną światła i padają trzy strzały. Jeden z nich rani panią domu, drugi kładzie trupem nieznanego mężczyznę, który zostaje uznany za sprawcę strzelaniny.
Kiedy na miejsce przybywa policja, stwierdza, że nieżyjący mężczyzna, Szwajcar Rudi Schertz, musiał być niezrównoważonym psychicznie szaleńcem, który najpierw chciał zabić panią domu, a potem oddał strzał sam do siebie. Teoria ta szybko jednak upada, gdy na podstawie oględzin ciała Schertza okazuje się, że nie mógł on oddać strzału sam do siebie.
Na jaw wychodzą kolejne fakty dotyczące denata. Był on młodym imigrantem, bardzo potrzebującym pieniędzy i nie gardził żadną propozycją zarobku. Jego przyjaciółka zeznaje, że tuż przed śmiercią opowiedział jej, że ktoś namówił go na zrobienie głupiego kawału w zamian za godziwe wynagrodzenie. Niestety, Rudi nie zwierzył się dziewczynie, kto był zleceniodawcą.
W sprawę włącza się panna Jane Marple, detektyw-amator, przebywająca akurat w gościnie u wikarego i jego żony. Odkrywa, że właścicielka "Little Paddocks", Letycja Blacklock, ma niedługo odziedziczyć pokaźny majątek. Jest więc prawdopodobne, że komuś, kto opłacał Schertza, mogło zależeć właśnie na jej śmierci. Kolejne wypadki zdają się potwierdzać tę teorię. Przyjaciółka panny Blacklock, Dora Bunner, ginie przypadkiem, biorąc aspirynę przeznaczoną dla Letycji. Pani domu wpada w przerażenie - uświadamia sobie, że jest w śmiertelnym niebezpieczeństwie.
Grupa sąsiadów z Chipping Cleghorn postanawia pomóc pannie Blacklock i podczas kolejnego przyjęcia w jej domu decydują się odtworzyć zajście z tragicznego wieczoru. Podczas inscenizacji jedna z mieszkanek, panna Murgatroyd, zdaje się coś sobie przypominać, jednak już następnego dnia ginie uduszona szalikiem we własnym domu.
Policja przy pomocy panny Marple wciąż intensywnie pracuje nad sprawą. Głównymi podejrzanymi staje się rodzina zmarłego pracodawcy panny Blacklock, który przepisał jej olbrzymi majątek, a zwłaszcza ich dwójka młodych dzieci - Fip i Emma. Zbyt dobrze pasują do nich Julia i Patrick - młodzi krewni panny Blacklock, którzy jakiś czas wcześniej odwiedzili niewidzianą od dawna ciotkę. Okazuje się, że Julia faktycznie jest Emmą, która przybyła do panny Blacklock upomnieć się o swoje, jednak Fip to Filipa Haymes, wdowa goszcząca w Little Paddocks. Wszyscy przekonani byli, że Fip jest imieniem męskim, tymczasem okazuje się to formą zdrobniałą od Filipy. Obydwie kobiety utrzymują jednak, że nie mają nic wspólnego z zamachami na Letycję.

## Rozwiązanie
Panna Marple odkrywa, że Letycja Blacklock nie jest osobą, za którą się podaje. Tak naprawdę to Charlotta Blacklock, która po śmierci siostry postanowiła się pod nią podszyć, a ją pochować jako siebie. Mogła w ten sposób przejąć należny Letycji spadek po jej byłym pracodawcy. Po wielu latach spotyka dawnego znajomego, Rudiego Schertza, i zaczyna obawiać się szantażu z jego strony. Obmyśla zatem plan zbrodni. Namawia mężczyznę, żeby pomógł jej zrealizować rzekomy sąsiedzki kawał i zamieścił w gazecie tajemnicze ogłoszenie, a następnie zakradł się do jej domu podczas przyjęcia i udawał włamywacza. Kiedy gasną światła i Rudi wbiega do pokoju, Charlotta wymyka się z pomieszczenia drugimi drzwiami i od tyłu strzela do swojego wspólnika, następnie oddając drugi strzał - w miejsce, gdzie powinna stać ona sama, na które później wraca, zacinając się po drodze nożykiem w okolice ucha, żeby stworzyć pozory, że ledwie uniknęła śmierci. Kolejne ofiary giną, bo wiedziały zbyt wiele. Zabijając je, panna Blacklock również stwarza pozory ataku na siebie, by w ten sposób - uznana powszechnie za ofiarę szaleńca - jeszcze bardziej oddalić od siebie wszelkie podejrzenia. Panna Marple zwraca jednak uwagę na wielkie perły, zdobiące szyję fałszywej Letycji. Miały one zasłonić bliznę po operacji tarczycy, którą, jak wynikało ze starych listów, przeszła Charlotta.
Żeby morderczyni przyznała się do winy, panna Marple zastawia pułapkę. Namawia pomoc domową z Little Paddocks, Mitzi, aby opowiadała wszystkim, że w wieczór zabójstwa Shertza widziała panią domu z pistoletem w ręku. Kiedy Mitzi zaczyna to publicznie rozpowiadać, Charlotta wpada w panikę. Przy pierwszej sposobności próbuje zabić kucharkę, jednak tym razem, nie mając czasu na dokładne obmyślenie morderstwa, w porę wpada w ręce policji.